# Diócesis de Jaffna
La diócesis de Jaffna (en latín: Dioecesis Iaffnen(sis), en inglés: Roman Catholic Diocese of Jaffna y en tamil: யாழ்ப்பாணம் கத்தோலிக்க மறைமாவட்டம்) es una circunscripción eclesiástica latina de la Iglesia católica en Sri Lanka, sufragánea de la arquidiócesis de Colombo. La diócesis tiene al obispo Justin Bernard Gnanapragasam como su ordinario desde el 13 de octubre de 2015. 

## Territorio y organización
La diócesis tiene 4400 km² y extiende su jurisdicción sobre los fieles católicos de rito latino residentes en los distritos de Jaffna, Kilinochchi y de Mullaitivu en la provincia Norte.
La sede de la diócesis se encuentra en la ciudad de Jaffna, en donde se halla la Catedral de Santa María.
En 2019 en la diócesis existían 65 parroquias.

## Historia
El vicariato apostólico de Jaffna fue erigido el 17 de febrero de 1845, obteniendo el territorio del vicariato apostólico de Ceilán (hoy arquidiócesis de Colombo).
El 1 de septiembre de 1886 el vicariato apostólico fue elevado a diócesis con la bula Humanae salutis del papa León XIII.
El 25 de agosto de 1893 cedió partes de su territorio a la arquidiócesis de Colombo y para la erección de la diócesis de Trincomalee mediante el breve In hac beati Petri cathedra del papa León XIII.
El 19 de diciembre de 1975 cedió una parte de su territorio para la erección de la prefectura apostólica de Anuradhapura (hoy diócesis de Anuradhapura) mediante la bula Iussum Christi del papa Pablo VI.
El 24 de enero de 1981 cedió otra diócesis de Mannar mediante la bula Qui volente Deo del papa Juan Pablo II.

## Estadísticas
De acuerdo al Anuario Pontificio 2020 la diócesis tenía a fines de 2019 un total de 259 640 fieles bautizados.
| Año                                                                             | Población            | Población | Población      | Sacerdotes | Sacerdotes    | Sacerdotes    | Bautizados por sacerdote | Diáconos permanentes | Religiosos | Religiosos | Parroquias |
| Año                                                                             | Bautizados católicos | Total     | % de católicos | Total      | Clero secular | Clero regular | Bautizados por sacerdote | Diáconos permanentes | Varones    | Mujeres    | Parroquias |
| ------------------------------------------------------------------------------- | -------------------- | --------- | -------------- | ---------- | ------------- | ------------- | ------------------------ | -------------------- | ---------- | ---------- | ---------- |
| 1950                                                                            | 63 652               | 415 335   | 15.3           | 90         | 14            | 76            | 707                      |                      | 123        | 201        | 42         |
| 1970                                                                            | 124 582              | 1 100 000 | 11.3           | 95         | 40            | 55            | 1311                     |                      | 82         | 362        | 391        |
| 1980                                                                            | 172 667              | 994 000   | 17.4           | 89         | 57            | 32            | 1940                     |                      | 66         | 344        | 56         |
| 1990                                                                            | 156 120              | 1 000     | 15.6           | 97         | 53            | 44            | 1609                     |                      | 73         | 354        | 43         |
| 1999                                                                            | 155 840              | 1 064 436 | 14.6           | 90         | 75            | 15            | 1731                     |                      | 26         | 190        | 49         |
| 2000                                                                            | 157 398              | 1 064 464 | 14.8           | 94         | 79            | 15            | 1674                     |                      | 28         | 195        | 49         |
| 2001                                                                            | 159 782              | 1 093 153 | 14.6           | 100        | 84            | 16            | 1597                     |                      | 30         | 193        | 49         |
| 2002                                                                            | 161 581              | 1 093 153 | 14.8           | 106        | 87            | 19            | 1524                     |                      | 42         | 193        | 49         |
| 2003                                                                            | 163 950              | 1 359 539 | 12.1           | 109        | 80            | 29            | 1504                     |                      | 54         | 191        | 49         |
| 2004                                                                            | 166 329              | 1 625 925 | 10.2           | 124        | 91            | 33            | 1341                     |                      | 60         | 201        | 50         |
| 2006                                                                            | 163 895              | 1 406 230 | 11.7           | 130        | 98            | 32            | 1260                     |                      | 64         | 212        | 51         |
| 2013                                                                            | 240 682              | 1 493 720 | 16.1           | 153        | 97            | 56            | 1573                     |                      | 97         | 227        | 63         |
| 2016                                                                            | 251 000              | 1 533 000 | 16.4           | 172        | 108           | 64            | 1459                     |                      | 96         | 251        | 60         |
| 2019                                                                            | 259 640              | 1 585 770 | 16.4           | 199        | 117           | 82            | 1304                     |                      | 106        | 243        | 65         |
| Fuente: Catholic-Hierarchy, que a su vez toma los datos del Anuario Pontificio. |                      |           |                |            |               |               |                          |                      |            |            |            |

## Episcopologio
- Orazio Bettacchini, C.O. † (28 de agosto de 1849-26 de julio de 1857 falleció)
- Stefano Semeria, O.M.I. † (26 de julio de 1857 por sucesión-23 de enero de 1868 falleció)
- Christophe-Ernest Bonjean, O.M.I. † (24 de julio de 1868-20 de abril de 1883 nombrado vicario apostólico de Colombo)
- André-Théophile Mélizan, O.M.I. † (20 de abril de 1883 por sucesión-5 de marzo de 1893  nombrado arzobispo de Colombo)
- Henri Joulain, O.M.I. † (20 de julio de 1893-8 de febrero de 1919 falleció)
- Jules-André Brault, O.M.I. † (5 de agosto de 1919-20 de enero de 1923 falleció)
- Alfred-Jean Guyomard, O.M.I. † (16 de enero de 1924-18 de julio de 1950 renunció[6])
- Jerome Emilianus Pillai, O.M.I. † (18 de julio de 1950 por sucesión-17 de julio de 1972 falleció)
- Jacob Bastiampillai Deogupillai † (18 de diciembre de 1972-6 de julio de 1992 retirado)
- Thomas Emmanuel Savundaranayagam (6 de julio de 1992-13 de octubre de 2015 retirado)
- Justin Bernard Gnanapragasam, desde el 13 de octubre de 2015